# Manu Payet
Manu Payet, pseudonimo di Emmanuel Payet (Saint-Denis, 22 dicembre 1975), è un attore, regista e comico francese.

## Biografia
Nato nell'isola de La Riunione, Payet è il maggiore di tre fratelli. Suo padre è un dirigente di Air France e sua madre è un'infermiera e un insegnante di catechismo. All'età di 15 anni fu mandato in collegio in Sudafrica.
Il 10 settembre 2009 ha sposato l'attrice Géraldine Nakache. Diverse voci cercano di far credere che Geraldine fosse incinta, cosa che è stata smentita dalla coppia, annunciando che al momento non desideravano avere un figlio. Hanno divorziato nel giugno 2011.
Dal 2014 ha una relazione con Pauline, un'interior designer. Nel novembre 2016 hanno annunciato di aspettare il loro primo figlio. Dal gennaio 2017 è padre di una bambina di nome Jonie.

## Filmografia
- Troppo bella! (Comme t'y es belle!), regia di Lisa Azuelos (2006)
- Hello Goodbye, regia di Graham Guit (2008)
- Coco, regia di Gad Elmaleh (2009)
- Fuga d'amore (RTT), regia di Frédéric Berthe (2009)
- Tout ce qui brille, regia di Géraldine Nakache e Hervé Mimran (2010)
- L'amore, per caso (L'amour, c'est mieux à deux), regia di Dominique Farrugia (2010)
- Les Aventures de Philibert, capitaine puceau, regia di Sylvain Fusée (2011)
- Et soudain, tout le monde me manque, regia di Jennifer Devoldère (2011)
- Midnight in Paris, regia di Woody Allen (2011)
- Gli infedeli (Les Infidèles), regia di Emmanuelle Bercot, Fred Cavayé, Alexandre Courtès, Jean Dujardin, Michel Hazanavicius, Éric Lartigau e Gilles Lellouche (2012)
- Radiostars, regia di Romain Levy (2012)
- Nous York, regia di Hervé Mimran e Géraldine Nakache (2012)
- Juliette, regia di Pierre Godeau (2013)
- Situation amoureuse: C'est compliqué, regia di Manu Payet e Rodolphe Lauga (2014)
- Les Gorilles, regia di Tristan Aurouet (2015)
- Un po', tanto, ciecamente (Un peu, beaucoup, aveuglément), regia di Clovis Cornillac (2015)
- Un début prometteur, regia di Emma Luchini (2015)
- Tout pour être heureux, regia di Cyril Gelblat (2016)
- Separati ma non troppo (Sous le même toit), regia di Dominique Farrugia (2017)
- Boule et Bill 2, regia di Pascal Bourdiaux (2017)
- Gangsterdam, regia di Romain Levy (2017)
- Ami-ami, regia di Victor Saint Macary (2018)
- Budapest, regia di Xavier Gens (2018)
- Selfie, regia di Thomas Bidegain, Marc Fitoussi, Tristan Aurouet, Cyril Gelblat e Vianney Lebasque (2019)
- Asterix & Obelix - Il regno di mezzo (Astérix et Obélix : L'Empire du Milieu), regia di Guillaume Canet (2023)
- Hawaii, regia di Mélissa Drigeard (2023)
- Wahou!, regia di Bruno Podalydès (2023)